# Rennae Stubbs
Rennae Stubbs (Sydney, 26 de Março de 1971) é uma ex-tenista profissional australiana. Foi N. 1 da WTA, na sua modalidade em duplas, possui 4 Grand Slam em duplas, e dois em duplas mistas, sua parceira em duplas é a estadunidense Lisa Raymond.

## Grand Slam finais

### Duplas: 7 (4–3)
| Posição | Ano  | Campeonato          | Piso   | Parceia                 | Oponentes                           | Placar        |
| ------- | ---- | ------------------- | ------ | ----------------------- | ----------------------------------- | ------------- |
| Vice    | 1995 | US Open             | Duro   | Brenda Schultz-McCarthy | Gigi Fernández Natasha Zvereva      | 7–5, 6–3      |
| Campeã  | 2000 | Aberto da Austrália | Duro   | Lisa Raymond            | Martina Hingis Mary Pierce          | 6–4, 5–7, 6–4 |
| Campeã  | 2001 | Wimbledon           | Grama  | Lisa Raymond            | Kim Clijsters Ai Sugiyama           | 6–4, 6–3      |
| Campeã  | 2001 | Duro                | Duro   | Lisa Raymond            | Kimberly Po Nathalie Tauziat        | 6–2, 5–7, 7–5 |
| Vice    | 2002 | Roland Garros       | Saibro | Lisa Raymond            | Virginia Ruano Pascual Paola Suárez | 6–4, 6–2      |
| Campeã  | 2004 | Wimbledon           | Grama  | Cara Black              | Liezel Huber Ai Sugiyama            | 6–3, 7–6(5)   |
| Vice    | 2009 | Wimbledon           | Grama  | Samantha Stosur         | Serena Williams Venus Williams      | 7–6(4), 6–4   |

### Duplas Mistas: 3 (2–1)
| Posição | Ano  | Campeonato          | Piso   | Parceiro        | Oponentes                               | Placar           |
| ------- | ---- | ------------------- | ------ | --------------- | --------------------------------------- | ---------------- |
| Campeã  | 2000 | Aberto da Austrália | Duro   | Jared Palmer    | Todd Woodbridge Arantxa Sánchez Vicario | 7–5, 7–6(3)      |
| Vice    | 2000 | Roland Garros       | Saibro | Todd Woodbridge | David Adams Mariaan de Swardt           | 6–3, 3–6, 6–3    |
| Campeã  | 2001 | US Open             | Duro   | Todd Woodbridge | Lisa Raymond Leander Paes               | 6–4, 5–7, [11–9] |